# Église Notre-Dame de Montaudin
L'église Notre-Dame de Montaudin est une église catholique située à Montaudin, dans le département français de la Mayenne.

## Localisation
L'église est située dans le bourg de Montaudin, en bordure de la route départementale 31.

## Histoire
L'église actuelle a été construite sur les fondations de la précédente.
La nef et le transept ont été élevés en 1889 ; le chœur date quant à lui de 1898.
L'inventaire s'est déroulé en 1906. Commencé par le receveur, il eut lieu avant l'heure fixée et sans témoin.

## Architecture et extérieurs
L'église est de style néo-roman.

## Intérieur

### L'Arbre de Jessé (vitrail)
L'église abrite un vitrail de 1544 représentant l'Arbre de Jessé, qui proviendrait du manoir de la Futaie.
Il s'agit du seul vitrail de la Mayenne où ce thème est traité.

### Fonts baptismaux
Datés du XIVe siècle, les fonts baptismaux sont composés de deux cuves octogonales prises dans un unique bloc. Chacune de ces cuves est soutenue par une colonne aux pieds évasés.